# Епархија далматинска
Епархија далматинска је епархија Српске православне цркве. Обухвата сјеверне и средишње области Далмације, а епархијско се сједиште налази у Шибенику, при тамошњој Саборној цркви. Почевши од 2017. године, на служби далматинског епископа налази се Никодим (Косовић).

## Историја
Црква у Далмацији је основана још у апостолско доба, већ у првом веку. Апостол Тит, ученик апостола Павла био је оснивач и њен први епископ. О томе сведочи сам Павле у својој Другој Посланици Тимотеју (4,10). А то исто потврђује и Теодорит, наводећи речи Павлове, да је Крискент пошао у Галатију, а Тит у Далмацију, каже, како су ова двојица слободни од онога укора, што је Павле исказао за Димаса, који га је оставио, јер га ови послушаше и пођоше да проповједају, први у Галатију, а други у Далмацију. Јевсевије у својој Историји цркве пише, да је Павле послао Крискента у Галатију, а Тита у Далмацију ради тога, да онај управља оном провинцијом, а овај овом. О томе говори и Јероним у тумачењу поменуте Павлове Посланице.
Титову проповед  у Далмацији спомиње и Метафраст. Он наводи, како је апостол  Андреј Првозвани прошао кроз Далмацију за вријеме Титово, пошто је већ основао био цркву у Византији и поставио ту првог епископа Стахија. О Титовој проповеди у Далмацији говори и епископ Симеон Кончаревић.
Титова је делатност у Далмацији трајала од 55. до 61. године, и по плодовима је била богата. Титу, у правоме смислу, припада име апостол Далмације. Његово седиште је било у тадашњем главном граду Далмације Солину.
Благодарећи овој Титовој дјелатности у Далмацији, коју је он обратио у хришћанску вјеру по наредби апостола Павла, далматинска црква ушла је у број апостолских цркава, и пуним се правом зове апостолском црквом.
После Титовог одласка из Далмације, апостол Павле је послао у Далмацију свога ученика Ермија за епископа. Шест је година и Ермије управљао далматинском црквом, до 68. године. У житијима источне цркве хвали се делатност Ермијева у Далмацији, и говори да је достојан Павлов ученик и Титов наследник. Православна црква пренела је то у односну службу светог Ермија, те га и данас прославља као “најсјајније свјетлило све Далмације, у којој је као јарко сунце ширио многобројне зраке, и вршећи своју свету службу привео је људске духове из мрака у свјетлост.”
За време Ермијевог апостолата и епископата у Далмацији, посетио је Далмацију и сам апостол Павле, што спомиње у својој Посланици Римљанима (15,19)  "да је од Јерусалима и наоколо све до Илирика напунио јеванђељем Христовим". О тој проповеди Павловој у Илирику спомиње и Јероним Стридонски у писму своме Маркели. Сједочи о томе и Григорије Ниски у беседи својој о првомученику и архиђакону Стефану.
После Ермија, спомињу као далматинског епископа, Домна антиохијског. Њега је поставио за епископа апостол Петар 68. године, те га послао у Солин гдје је Домн у својству архиепископа управљао далматинском црквом све до 107. године, када је мученички страдао. Петар је установио био, да буду постављени хришћански првосвештеници у градовима на онај начин, као што је то у старина установљено било код незнабожаца, те у оним градовима, у којима су били незнабожачки предстојници, наредио је да се поставе епископи, а у главним градовима дотичних провинција, да се поставе архиепископи. Таквим је начином за земље дуж Јадранског мора одредио три првосвештеника: Аполинарија за Равену, главни град Емилије, јеванђелиста Марка за Аквилеју, главно мјесто Млетачке и Истре, и Домна за Солин, главно мјесто Далмације. У Солину је Домн за дуго проповедао, многе је  обратио из незнабоштва, и не малу цркву Христову основао и ту је на крају мученички страдао за време Диоклецијановог гоњења.
До Марина, који је био епископ солински, почев од 316. године, и о коме се поуздано зна, да је тада заузео солинску катедру и затим за 12 година управљао далматинском црквом о осталим епископима, не зна се много.

### Византијско раздобље
Током раног средњовјековног раздобља, приморски градови Далмације су заједно са појединим острвима били под врховном влашћу Византијског царства, а у административном погледу су припадали тадашњој византијској теми Далмацији. У већим мјестима византијске Далмације постојале су локалне епископије у којима су се преплитали утицаји западног и источног хришћанства. На заседању Седмог васељенског сабора (787) учествовали и епископи из појединих приморских градова византијске Далмације: Јован из Сплита, Урсо из Раба, Лаврентије из Осора и Јован из Котора.

### Отоманско раздобље
Данашњу јужну Далмацију населили су Срби већ у доба сеобе на Балканско полуострво, а у сјеверну Далмацију почели су прелазити од 10. вијека. У 14. вијеку јављају се већ и три православна манастира: Крупа (1317), Крка (1350) и Драговић (1395), које су помагали и српски деспоти из Сријема 1494. године. Главна сеоба Срба у сјеверну Далмацију била је у 16. вијеку. Њу су извели Турци послије 1540, кад су освојили ту област, да населе пусте земље, пошто су се многи Хрвати пред Турцима уклонили на острва и у Италију.
За вријеме Турака Далмација је, с Ликом и Крбавом, сачињавала клишки и лички санџакат босанског пашалука. Стога је и Српска православна црква у сјеверној Далмацији, послије обновљења Пећке патријаршије, дошла под власт дабробосанског митрополита, као патријархова намјесника — егзарха. Ради тога је митрополит из Бање у Дабру пренио крајем 16. вијека своју столицу у западну Босну, а нарочито у манастир Рмањ, на тромеђи Босне, Лике и Далмације. У самој Далмацији био је и даље, као и раније под Угрима, замјеник митрополитов игуман манастира Крке, кога су бирали представници цркве и народа, а епископ производио у чин. Над Боком которском и јужном Далмацијом водили су и даље духовни надзор епископи зетски и захумски, а главно средиште црквено-народног живота постао је манастир Савина.
У приморским градовима и на острвима, а нарочито на острву Хвару, било је тада још понешто православних Срба, али много више Грка. Сви су они од 1420. били под млетачком влашћу, па су Млечићи за њих поставили нарочитог епископа у Млецима, с називом архиепископа филаделфијског, који је био подвргнут цариградском патријарху. Млетачка република је настојала, да све своје поданике, Србе и Грке, поунијати, те су у православним црквама дизани римокатолички олтари. Тако је било у Задру, Шибенику, на Хвару и у Трогиру. Затим су те цркве претворене у латинске.

### Млетачко раздобље
Кад је 1699. и 1718. сва данашња Далмација дошла у руке млетачке, сва српска црква у Далмацији и Боки которској одузета је испод власти пећког патријарха и предана грчком млетачком архиепископу, који је баш у то доба примио унију с Римом. Никодим Бусовић је постао владика за Далмацију 1693. г. од унијате (од 1690. г.), филаделфијског архиепископа Мелетија Трипалдија с циљем унијаћења православних Срба. Срби у Далмацији нису се хтјели одрећи свога патријарха, те су они у Боки све до почетка 19. вијека признавали за свог духовног старјешину цетињског митрополита, а Шибеничани су успјели, да у сјеверној Далмацији управља српском црквом, бар неко вријеме, пребјегли у Далмацију херцеговачки митрополит Саватије Љубибратић. За то је вријеме и пећки патријарх Мојсеј Рајовић (1712—1725) једном успио, да лично дође у Далмацију.
Но, убрзо послије Саватијеве смрти прогнали су Млечићи његова синовца и насљедника Стефана, који се као епископ био настанио у манастиру Драговићу. Отада Млечићи нису више дали далматинским Србима епископа, те су се они по потреби, и против воље власти, обраћали епископима у Хрватској, Славонији и Босни. Чак су православни Далматинци 1750. године сами изабрали себи за епископа проту бенковачког Симеона Кончаревића. Њега је, по наредби пећког патријарха, рукоположио за епископа дабробосански митрополит, али су га млетачке власти прогнале, те је управу црквом и даље водио архимандрит манастира Крке (Никанор Богуновић Скочић), а духовне су послове обављали епископи из Хрватске и Славоније. Послије дуге борбе, устанака и руске интервенције, укинут је 1780. у Млетачкој републици закон да православни морају признавати унију, а српска црква у Далмацији потчињена је поново обновљеној грчкој епископији у Млецима, која је добила надлежност и над свима православнима по Истри и Боки.

### Аустријско раздобље
Године 1790. умро је посљедњи грчки епископ у Млецима, а Далмација је 1797, миром у Кампоформију, постала аустријском провинцијом. Међутим, и Аустрија није хтјела да призна изабраног српског епископа Ивковића за Далмацију, те је и опет сва српска црква у Далмацији потчињена римокатоличким бискупима, иако је архимандрит Герасим Зелић признат за духовног управитеља њеног.
Миром у Пожуну 1805. изгубила је Аустрија Далмацију и њени господари су постали Французи. Они су одмах издали закон о вјерској трпељивости. По жељи православних Далматинаца Наполеон је већ 1808. потписао рјешење да се у Далмацији има установити самостална српска епископија, конзисториј и богословија о државном трошку. 1810. постављен је за првог далматинског епископа Венедикт Краљевић, пребјегли епископ из Босне. Сједиште му је одређено у Шибенику, а потчињене су му и српске општине у Истри, Пули и Пероју, које су у 16. вијеку населили Срби из данашње Црне Горе. За епископског намјесника у Боки постављен је архимандрит Зелић.
Кад је 1814. Аустрија поново добила Далмацију и Истру, она је оставила уређење српске цркве у тим областима онако како је било уведено за вријеме Француза, али су њени управници опет покушали да проведу унију. За унију су они задобили чак и епископа Краљевића (1810—1827). Представници народни, чим су то осјетили, отпочели су енергичну одбрану, и кад је Краљевић 1820. довео из Галиције унијатске свештенике Русине, да отворе богословију у Шибенику, хтио је народ убити епископа, и притом је погинуо један од доведених професора (1821). Венедикт Краљевић је послије тога морао напустити Далмацију и 1827. је пензиониран.
Ускоро затим, 29/12 1828, дошла је српска црква у Далмацији под духовни надзор карловачког митрополита и отпочела је мирнији живот и развитак, иако је имала и сада да издржи борбу с унијом. Краљевића је наслиједио епископ Јосиф Рајачић (1829—1834), потоњи српски патријарх у Карловцима. Он је успио да оснује богословију у Шибенику (1833), али је, због снажног опирања унији, премјештен у Вршац.
За њим је дошао за далматинског епископа Пантелејмон Живковић (1834— 1836), а кад је и он морао да оде, управљали су црквом разни архимандрити, намјесници карловачког митрополита (1836—1843). За то вријеме пренесено је сједиште епископа из Шибеника у Задар (1841). Ускоро затим дошао је за епископа Јеротеја Мутибарића (1843—1853), који није успио да оснује консисториј, иако је 1849. проглашена у Аустрији равноправност вјероисповијести, и знатан се дио унијата повратио у православље.
Опис материјалног стања свештенства у епархији током овог периода добро описује слеће писмо:
Збиља су православни свештеници у Далмацији најгоре плаћени од свештеника ма које хоћете друге покрајине. Од народа добијају врло мало, од земаљске владе и мање. Прилог једног свештеника на најбољој епархији не износи више од 1000 форината, а то је онолико, колико у Србији даје и најсиромашнија парохија.
Устројство православне далматинске цркве успјели су да изведу тек др. Стефан Кнежевић (1853—1890) и др. Никодим Милаш (1890—1910), два врло заслужна јерарха српске цркве. 1870. основана је за Боку и Дубровник посебна епископија, са сједиштем у Котору, а 30. марта 1874. обје далматинске епископије (у Задру и у Котору) ушле су у састав нове Буковинско-далматинске митрополије. Дотле је српска црква у Далмацији била самоуправна, а само је била у духовној зависности од карловачке митрополије.

### Југословенско доба
Послије ослобођења 1918, пошто је Задар потпао под Италију, сједиште далматинског епископа премјештено је у Шибеник док се у Сплиту не сазида српска црква и не уреди владичански двор.
Године 1920. било је парохија у цијелој Далмацији 106 (57 у сјеверној), са 298 цркава (од којих су само 83 у бившој задарској епархији). Свештеника око 80, које су постављали епископи, у споразуму с консисторијем. Манастира 8 у Боки 3 у сјеверној Далмацији (Крупа, Крка и Драговић). Калуђера око 35 и то већином по парохијама, због оскудице у парохијском свештенству. Православних Срба у цијелој Далмацији било је 114.703, од којих је 88.255 у сјеверној Далмацији, у шибеничкој епархији. Под ову епархију потпадали су и сви православни Срби у Бечу, Трсту, Пули, Пероју и Задру.
После 1920. епископи су били: Данило Пантелић (1921—1927), Максимилијан Хајдин (1928—1931) и Иринеј Ђорђевић (1931—1952).
Током Другог светског рата већи део епархије припао је злогласној НДХ, па су српски живаљ и српска црква тешко страдали. Већина цркава и манастира била је намерно уништавана, а црквена имовина похарана.
Ни после рата нису дошла много боља времена. У време СФРЈ утицај цркве био је ограничен, што се посебно осетило у епархијама које су тешко страдале током Другог светског рата, попут далматинске. Приступило се обнови манастира и цркава, али су дате делатности биле споре и ограничене. Епархија је прво имала администраторе, па потом и своје епископе. Прво је администрирао Никанор Иличић (1947—1951), потом администрирао Симеон Злоковић (1951—1959), а затим се смењују матични епископи: Стефан Боца (1959—1978), Николај Мрђа (1978—1992), Лонгин Крчо (1992—1999), Фотије Сладојевић (од 1999).

### Савремено доба
У рату у Хрватској током 1990-их година епархија је доживела вероватно још тежу судбину него у Другом светском рату. Опет су страдале светиње, али је расељавањем већине српског живља са простора Далмације епархија запала у изузетно тежак положај.
Последњих година ради се на обнови цркава и манастира и васпостављања верског живота, али дате радње споро одмичу. По одлуци Светог архијерејског сабора СПЦ од 24. маја 2017. године, дотадашњи дакматински епископ владика Фотије изабран је за епископа зворничко-тузланског, док је на чело далматинске епархије постављен архимандрит манастира Крка Никодим.

## Епископи
- Василије (1692 - 1693)
- Никодим Бусовић (1693 - 1707)
- Саватије Љубибратић (после 1693-1716),
- Стефан Љубибратић (1716—1722),

### Епископ далматински и албански
У титули албански се односи на Млетачку Албанију односно Боку Которску.
| Портрет | Име и презиме     | Време службе | Напомене |
| ------- | ----------------- | ------------ | -------- |
|         | Симеон Кончаревић | 1751—1762    |          |

### Епископи далматински
| Портрет | Име и презиме        | Вријеме службе                     | Напомене                                   |
| ------- | -------------------- | ---------------------------------- | ------------------------------------------ |
|         | Венедикт Краљевић    | 1810—1823                          |                                            |
|         | Спиридон Алексијевић | 1823—1829                          | епископски викар                           |
|         | Јосиф Рајачић        | 1829—1834                          |                                            |
|         | Пантелејмон Живковић | 1834—1836                          |                                            |
|         | Јеротеј Мутибарић    | 1843—1853                          |                                            |
|         | Стефан Кнежевић      | 1853—1890                          |                                            |
|         | Никодим Милаш        | 1890—1910                          |                                            |
|         | Димитрије Бранковић  | 1913—1920                          |                                            |
|         | Данило Пантелић      | 1921—1927                          |                                            |
|         | Максимилијан Хајдин  | 1928—1931                          |                                            |
|         | Иринеј Ђорђевић      | 1931—1952                          | Послије Другог свјетског рата у емиграцији |
|         | Никанор Иличић       | 1947—1951, администрирао епархијом |                                            |
|         | Симеон Злоковић      | 1951—1959, администрирао епархијом |                                            |
|         | Стефан Боца          | 1959—1978                          |                                            |
|         | Николај Мрђа         | 1978—1992                          |                                            |
|         | Лонгин Крчо          | 1992—1999                          |                                            |
|         | Фотије Сладојевић    | 1999—2017                          |                                            |
|         | Никодим Косовић      | од 2017.                           |                                            |

## Архијерејска намесништва
Епархија далматинска подељена је на два намесништва:
- Архијерејско намјесништво шибеничко-бенковачко

1. ПАРОХИЈА ШИБЕНИК I и II
Шибеник, храм Успења Пресв. Богородице (1812),
              храм Вазнесења Господњег (1778),
Коњеврате храм Св. Димитрија у  (1864)
2. ПАРОХИЈА ДРНИШ
Дрниш, храм Успења Пресв. Богородице (1618), храм Св. Арх. Михаила на гробљу (1852),
Баљци, храм Св. Јована Крститеља (1730)
Кричке, храм Св. велмуч. Георгија (1774)
Развође, храм Св. Велмуч. Недеље у Развођу (1970),
Велушић, храм Св. Георгија (1885)
Житнић, храм Св. Јована Крститеља  (1982)
3. ПАРОХИЈА СКРАДИН
Скрадин, храм Св. Спиридона ( 1687)
Братишковци, храм Св. оца Николаја ( 1592 )
Чиста Мала, храм Светог Николе (1873)
4.ПАРОХИЈА ЗАДАР I и II
Задар, храм Св. пророка Илије (1563), Капела Св. Арханг. Михаила на гробљу (1886)
Црно, храм Св. апостола Петра- срушен до темеља 1993.
Пољице, Храм Рођења Пресвете Богородице (1868)
Смоковић, храм Св. Георгија (1567)
Трибањ-Шибуљине, Храм Св. Арх. Михаила (1865), Храм Св. Тројице (1830)
5. ПАРОХИЈА СМИЛЧИЋ
Кула Атлагића, храм Св. Николе (1440)
Биљани, храм Св. Георгија (1537), Храм Св. Арханг. Михаила (1937- 1939)
Ислам Грчки, храм св.влмч. Георгија (1675)
Карин, храм Св. Кирика и Јулите (1537), храм Св. Недјеље (1985) срушен до темеља 1995
Кашић,  храм св. Илије (1872) срушен 1993.
Смилчић, храм св. Арх. Михаила (1984) девастиран 1992.г.
Земуник, храм св. Саве 19. вијек до темеља срушен 1993.г.
6. ПАРОХИЈА БЕНКОВАЦ
Бенковац, храм Св. Јована Крститеља (1590)
Бргуд, храм Св. праведног Лазара (1689)
Церање Горње, храм Св. пророка Илије (1712)
Коларина, Храм Преп. Мајке Параскеве (1682)
Кожловац, храм Св. Недеље (1961)
Јагодња, храм Св. Симеона монаха (1868), Храм Св. Тројице у Лишанима (1854)
Лишане Тињске, храм св. Тројице (1854)
Мирање, храм Св. Арх. Михаила (1497)
7. ПАРОХИЈА ОБРОВАЦ
Обровац, храм Св. Тројице (1860)
Билишани, храм Св. Јована Крститеља (1860), Храм Рођења Пресв. Богородице (1734)
Медвиђа, храм Мале Госпојине
Зеленград, Храм Св. ап. Петра и Павла (1856)
Жегар, храм Св. Георгија (1681), Храм Рођења Пресв. Богородице (1856)
8. ПАРОХИЈА ЂЕВРСКЕ
Ђеврске, храм Св. пророка Илије (1537)
Брибир, храм Св. Јоакима и Ане ( 1574 ), храм  Св. оца Николаја, Чиста мала (1895)
Добропољци, храм Св.великомученика Георгија (1724),
Островица, храм Св. ап. Луке (1524)
9. ПАРОХИЈА КИСТАЊЕ I
Кистање, храм Св. оца Николаја (1537)
Биовичино Село, храм Св. ап. Петра и Павла (1524)
Бјелина, храм Св. преподобне мајке Параскеве (1815), храм  Св. пророка Илије у Парчићима ( 16 вијек )
10. ПРОХИЈА КИСТАЊЕ II
Кистање, храм Св. Кирила и Методија (1891)
Ивошевци, храм Св. Јована Крститеља (из 9 вијека)
Радучић, храм Св. великомученика Георгија (1524)
- Архијерејско намесништво книнско-сплитско

1. ПАРОХИЈА I КНИНСКА
Книн, храм Св. Георгија (1468)
Дреновац, храм Св. архангела Михаила (1875)
Голубић, храм Св. Архиђ. Стефана (1462)
Стрмица, храм Св. Јована Крститеља (1618), храм Рођења Пресв. Богородице (1913)
2. ПАРОХИЈА II КНИНСКА
Книн, саборни храм Покрова Пресвете Богородице (1971)
Бискупија, храм Св. Тројице (1460)
Врбник, храм Св. Николе (1619)
3. ПАРОХИЈА III КНИНСКА
Книн, саборни храм Покрова Пресвете Богородице (1971)
Плавно, храм Св. Георгија (1618)
Радљевац, храм Св. Јоакима и Ане (1905)
Жагровић, храм Св. Николе (1537)
4.ПАРОХИЈА ПАЂЕНИ
Пађени, Храм Св. Георгија (1456)
Ервеник, храм Св. Николе (1669)
Мокро Поље, храм Св.ап. Луке (1557)
Отон, храм Св. пророка Илије (1702)
5. ПАРОХИЈА БИОЧИЋ
Биочић, храм Св.ап. Петра и Павла (1887), храм Св. Јована Крститеља (1888)
Кањани, храм Преп. Мајке Параскеве (1787),
Миочић, храм Св. Јована Крститеља (1934)
Штиково, храм Светог апостола Луке  (1816)
ПАРОХИЈА МАРКОВАЦ
Марковац, храм Св. пророка Илије (1790)
Полача храм Св. ап. Петра и Павла (1458)
6. ПАРОХИЈА ВРЛИКА
Врлика,  храм Св. оца Николаја (1618)
Бителић храм Покрова Пресвете Богородице (1814)
Цетина: храм Вазнесења Господњег (1389), храм Вазнесења Господњег задужбина Марка Четника из 1938,
Дабар храм Рођења Св. Јована Крститеља у посљедњем рату је миниран до темеља
Маовице храм Св. Недеље (1981),
Отишић храм Св. Арханг. Михаила (1889)
Сињ храм Св. ап . Петра и Павла (1936)
Уништа храм свете великомученице Недеље
Засиок капела Рођења Св. Јована Претече (1958)
7. ПАРОХИЈА ИМОТСКИ:
Имотски храм Успења Богородице, Главина доња (1722)
8. ПАРОХИЈА СПЛИТ I II III
Сплит: капела Св. Саве Српског (1922), храм Св. Саве Српског (1938)-недовршен
Броћанац: храм Св Ап. Петра и Павла (1805)
Каштели: Храм Св. пророка Илије у Зелову (1884), Храм Успења Пресв. Богородице 1784. Дицмо-Шушци, Храм Рођења Пресв. Богородице на Ублима (1770)

## Манастири
- Драговић
- Крка
- Крупа
- Лазарица
- Оћестово
- Црногорци